# Кирша, Мишель
Мишель Кирша (или Кюрше; 1900, Дамаск — 1973, США) — сирийский художник, считающийся одним из основателей современной сирийской живописи и основателем импрессионистического направления в ней.
Изучать живопись начал в родном Дамаске в 1914 году. В 1923 году уехал учиться во Францию, где до 1925 года был учеником Л. Симона в Академии художеств.
После возвращения на родину рисовал в основном архитектурные памятники, а также пейзажи и сцены городской жизни Дамаска, показывая сирийские обычаи и повседневность, хотя только этим его творчество не ограничивалось.
Наиболее известные его картины: «Печаль» (1926), «Палатка араба» (1950-е годы), «Лагерь палестинских беженцев» (1957), «Мечеть Омейядов», «Старые дома», «Деревня Маалула» (1971). Ряд произведений Кирши находится в Национальном музее в Дамаске. Его творческая манера испытала влияние французского импрессионизма, символизма и сюрреализма.